# ساریل
ساریل (به لاتین: Sarail) یک منطقهٔ مسکونی در بنگلادش است که در ناحیه برهمن‌بریه واقع شده‌است. ساریل ۲۳۹٫۵۲ کیلومتر مربع مساحت و ۳۱۵٫۲۰۸ نفر جمعیت دارد.